# NGC 49
NGC 49 é uma galáxia lenticular (S0) localizada na direcção da constelação de Andromeda. Possui uma declinação de +48° 14' 50" e uma ascensão recta de 0 horas, 14 minutos e 22,4 segundos.
A galáxia NGC 49 foi descoberta em 7 de Setembro de 1885 por Lewis A. Swift.